# کریستالاریا
کریستالاریا (نام علمی: Crystallaria) نام یک سرده از تیره سوف‌ماهیان است.